# Станіслав Семан
Станіслав Семан (словац. Stanislav Seman, нар. 8 серпня 1952, Кошиці) — чехословацький футболіст, що грав на позиції воротаря. Олімпійський чемпіон (1980).
Виступав, зокрема, за клуб «Локомотив» (Кошице), а також національну збірну Чехословаччини, у складі якої став бронзовим призером чемпіонату Європи та учасником чемпіонату світу.

## Клубна кар'єра
Народився 8 серпня 1952 року в місті Кошиці. Вихованець футбольної школи клубу «Локомотив» з рідного міста. Дорослу футбольну кар'єру розпочав 1970 року в основній команді того ж клубу, в якій провів два сезони.
Протягом 1972—1974 років проходив військову службу, захищаючи кольори клубу другого чехословацького дивізіону «Дукла» (Банська Бистриця), після чого повернувся в «Локомотив» (Кошиці). Цього разу відіграв за кошицьку команду наступні десять сезонів своєї ігрової кар'єри і двічі вигравав Кубок Чехословаччини.
Завершив ігрову кар'єру у кіпрській команді «Неа Саламіна», за яку виступав протягом 1984—1987 років.
По завершенні ігрової кар'єри працював тренером воротарів. Під його керівництвом грали майбутні воротарі збірної Словаччини Душан Перніш, Каміл Чонтофальський, Душан Куцьяк, Ладіслав Молнар та інші.

## Виступи за збірну
У складі олімпійської збірної Чехословаччини взяв участь у Олімпійських іграх 1980 року у Москві, здобувши того року титул олімпійського чемпіона. На турнірі Семан зіграв у всіх 6 іграх і пропустив лише один гол.
30 квітня 1980 року дебютував в офіційних матчах у складі національної збірної Чехословаччини в товариській грі проти Угорщини.
У складі збірної був учасником чемпіонату Європи 1980 року в Італії, на якому команда здобула бронзові нагороди, та чемпіонату світу 1982 року в Іспанії. На обох турнірах Семан зіграв по одній грі групового етапу. При цьому матч на «мундіалі» з Англією (0:2) став його останнім у складі збірної
Загалом протягом кар'єри у національній команді, яка тривала 3 роки, провів у її формі 15 матчів і пропустив 16 голів.

## Досягнення
- Володар Кубка Чехословаччини (2): 1976-77, 1978-79
- Бронзовий призер чемпіонату Європи (1): 1980
- Олімпійський чемпіон: 1980